# Bonaya Godana
Bonaya Adhi Godana (* 2. September 1952 in Dukana, Provinz North-Eastern, Kenia; † 10. April 2006 bei Marsabit, Provinz Eastern bei einem Flugzeugabsturz) war ein kenianischer Politiker, der unter anderem zwischen 1998 und 2001 Außenminister war.

## Leben
Godana, der aus dem Volk der Gabbra stammte, absolvierte nach dem Schulbesuch ein Studium der Rechtswissenschaften an der University of Nairobi, das er 1973 zunächst mit einem Bachelor of Laws (LL.B.) sowie 1976 mit einem Master of Laws (LL.M.) beendete. Im Anschluss nahm er eine Tätigkeit als Rechtsanwalt auf und absolvierte zwischen 1980 und 1984 ein postgraduales Studium am Genfer Hochschulinstitut für internationale Studien der Universität Genf. Dort erwarb er 1984 einen Doktor der Philosophie (Ph.D.) im Fach Völkerrecht. Nach seiner Rückkehr nach Kenia war er zunächst wieder als Rechtsanwalt tätig, ehe er 1986 eine Professur für öffentliches Recht an der University of Nairobi annahm.
Bei den Parlamentswahlen 1988 wurde Godana als Kandidat der Kenya African National Union (KANU) erstmals zum Mitglied er Nationalversammlung gewählt und vertrat in dieser bis zu seinem Tod den Wahlkreis North Horr.
1998 wurde er von Präsident Daniel arap Moi als Nachfolger von Kalonzo Musyoka zum Außenminister in dessen Kabinett berufen und bekleidete diese Funktion bis zu seiner Ablösung durch Chris Obure bei einer Kabinettsumbildung 2001. Er selbst wurde daraufhin bei dieser Kabinettsumbildung Obures Nachfolger als Landwirtschaftsminister und behielt diesen Ministerposten, bis er 2003 durch Kipruto Rono Arap Kirwa abgelöst wurde. In seine Amtszeit als Außenminister fiel im Februar 1999 die Festnahme des PKK-Führers Abdullah Öcalan in Nairobi.
Nach seinem Ausscheiden aus der Regierung war er stellvertretender Oppositionsführer und damit de facto Vize-Vorsitzender der Fraktion der KANU in der Nationalversammlung.
Godana kam am 10. April 2006 zusammen mit fünf weiteren Parlamentsabgeordneten in der Nähe von Marsabit bei einem Flugzeugabsturz ums Leben.